# Axiodes inaequalis
Axiodes inaequalis là một loài bướm đêm trong họ Geometridae.